# Dipelicus sinuosus
Dipelicus sinuosus är en skalbaggsart som beskrevs av Silvestre 2006. Dipelicus sinuosus ingår i släktet Dipelicus och familjen Dynastidae. Inga underarter finns listade i Catalogue of Life.